# Catastia
Catastia é um gênero de mariposa pertencente à família Crambidae.